# ドゥセトス
ドゥセトス（リトアニア語: Dusetos）はリトアニアの北東部にある都市。ザラサイの西30km、サルタイ湖近くに位置する。

## 歴史
1905年4月16日夜から17日未明にかけて火災が発生。18日、火災の原因をユダヤ人による放火と見たキリスト教徒がポグロムを起こした。

### 人口の変遷
- 1811年 - 907 人
- 1865年 - 450 人
- 1897年 - 1,278 人 - うち 1,158 人（90.6 %）はユダヤ人[2]
- 1923年 - 1,164 人[3]
- 1959年 - 1,806 人[4]
- 1970年 - 1,600 人[4]
- 1979年 - 1,357 人[5]
- 1989年 - 1,184 人[6]
- 2001年 - 914 人[7]
- 2011年 - 717 人[8]
- 2014年 - 660 人[9]
- 2021年 - 531 人[9]
- 2024年 - 457 人[9]